# Гаївка (заповідне урочище)
Гаї́вка — заповідне урочище місцевого значення в Україні. Об'єкт природно-заповідного фонду Івано-Франківської області.
Розташоване в межах Косівського району Івано-Франківської області, неподалік від села Космач.
Площа 13 га. Статус надано згідно з рішенням облвиконкому від 19.07.1988 року № 128. Перебуває у віданні ДП «Кутське лісове господарство» (Космацьке л-во, кв. 11, вид. 3).
Статус надано для збереження частини лісового масиву з насадженнями ялиці білої та смереки віком бл. 100 років.